# Drew Van Acker
Drew Van Acker (Philadelphia, 2 april 1986) is een Amerikaans acteur van Belgische afkomst. Hij begon als Ian Archer in Tower Prep van Cartoon Network en heeft een terugkerende rol in Pretty Little Liars als Jason DiLaurentis. Van Acker is geboren in Philadelphia, maar hij heeft zijn hele leven in Medford, New Jersey gewoond.
in 2019 verscheen Van Acker in de voor DC Universe geproduceerde televisieserie Titans als Garth/Aqualad.